# Бугровська сільська рада
Бугро́вська сільська рада (рос. Бугровский сельский совет) — сільське поселення у складі Звіриноголовського району Курганської області Росії.
Адміністративний центр — село Бугрове.
Населення сільського поселення становить 174 особи (2017; 243 у 2010, 408 у 2002).

## Склад
До складу сільського поселення входять:
| Населений пункт  | Населення, осіб (2002) | Населення, осіб (2010) |
| ---------------- | ---------------------- | ---------------------- |
| Бугрове, село    | 278                    | 182                    |
| Редуть, присілок | 130                    | 61                     |